# サイード・モハンマド
サイード・モハンマド（ペルシア語: سعید محمد、英語: Saeed Mohammad）は、イランの業務執行取締役、イスラム革命防衛隊の第二准将で、タルビーヤト・モダッレス大学（TMU）で土木工学博士号を取得した革命防衛隊傘下ハータム・アル・アンビアー建設本部の元司令官である。
彼は2021年の大統領選挙に立候補したが、護憲評議会による審査で大統領選への出馬を却下された。

## 受賞
革命防衛隊の建設部門の総責任者であるサイード・モハンマドは、2014年に国際規模の大型プロジェクトを推進する国際プロジェクト管理協会（IPMA）から大型プロジェクト国際建設部門の銅賞を受賞した。また、2013年には、関連するイランの授賞機関から超大規模な国家プロジェクトを対象としたクリスタルカップを受賞した。